# Alberto Vaccari
Alberto Vaccari (Bastida de' Dossi, 4 maart 1875 - Rome, 6 december 1965) was een Italiaans geestelijke en rooms-katholiek priester en Bijbelexegeet.
Vanaf zijn tiende bezocht hij het seminarie van Tortona. Hier maakte hij kennis met Don Orione, met wie hij diens leven lang bevriend zou blijven. In 1891 trad Vaccari in bij de paters Jezuïeten. Hij werd in 1905 priester gewijd en bezocht vervolgens Jeruzalem en Beiroet in het kader van zijn oudtestamentische Bijbelstudie. In 1910 werd hij benoemd tot hoogleraar Oude Testament aan het Pauselijk Bijbelinstituut in Rome. Hij zou er vijftig jaar blijven. Vaccari was de promotor van de Nederlandse aartsbisschop Bernardus Alfrink. Hij doceerde naast oudtestamentische vakken ook de geschiedenis van de Bijbelexegese. In 1924 werd hij vice-rector (onder Augustin Bea) van het Bijbelinstituut en consultor bij de Pauselijke Bijbelcommissie. Oud-studenten herinneren zich Vaccari als een verstrooide, wat onverzorgde man met een fenomenale kennis die alle Bijbelse talen beheerste.
Vaccari was verantwoordelijk voor de nieuwe Italiaanse Bijbelvertaling die tussen 1958 en 1961 in delen verscheen. Hij was hoofdredacteur van het tijdschrift Biblica en liet een bibliografie na met meer dan 450 titels van artikelen en geleerde geschriften.
- Biblioteca Nacional de España: XX1029705
- Bibliothèque nationale de France: cb116428314 (data)
- Catàleg d'autoritats de noms i títols de Catalunya: 981058509893706706
- CiNii: DA10508850
- Gemeinsame Normdatei: 117324876
- International Standard Name Identifier: 0000 0003 8553 8549
- Library of Congress Control Number: n88106328
- Nationale bibliotheek van Australië: 54957096
- Nationale Bibliotheek van Israël: 987007269348105171
- Nederlandse Thesaurus van Auteursnamen: 074420089
- Réseau des bibliothèques de Suisse occidentale: 02-A003923987
- Istituto Centrale per il Catalogo Unico: RAVV066573
- Système universitaire de documentation: 121380386
- Virtual International Authority File: 205367800
- WorldCat: E39PBJwxMmkGdwH89vc4J3bmVC